# Индивидуальный идентификационный номер
Индивидуальный идентификационный номер (каз. Жеке сәйкестендіру нөмірі) — уникальный номер, состоящий из 12 цифр, присваивающийся физическому лицу Республики Казахстан один раз и пожизненно.
В Казахстане с 1 января 2013 года заменил РНН и СИК. Находится на лицевой и оборотной стороне Удостоверения личности гражданина Казахстана нового образца (с 1 декабря 2014). На лицевой стороне нижнем левом углу, на оборотной стороне в конце первой строки машиночитаемой части удостоверения.

## Алгоритм генерации ИИН
ИИН генерируется на основе даты рождения, но в некоторых случаях не включает в себя даты рождения и поэтому этот параметр не может быть использован для расшифровки. При создании программного кода ИИН должен рассматриваться как целое число без разбивки на отдельные составляющие. Постановлением Правительства РК от 26.08.2013 года № 853 были внесены изменения в части исключения привязки цифровых данных ИИН к персональным данным граждан.
Алгоритм генерирования ИИН и его структура имеют чисто техническое значение, которое формируется автоматически с учетом принципов неизменности и в целях сохранения целостности данных информационных банков различных уровней, использующих в структуре данных ИИН. Он не подлежит какой-либо модификации или перегенерации с момента первоначального формирования, кроме случаев усыновления (удочерения). Таким образом, символы ИИН не должны соответствовать дате рождения, соответственно, их несовпадение с датой рождения не является ошибкой.министр юстиции Марат Бекетаев
При генерации ИИН могут использоваться следующие цифры, но в некоторых случаях данные не совпадают:
- первые 6 разрядов — дата рождения в формате ггммдд.
- 7-й разряд — век рождения и пол:
  - 0 — для иностранных граждан
  - 1 — для мужчин, родившихся в XIX веке
  - 2 — для женщин, родившихся в XIX веке
  - 3 — для мужчин, родившихся в XX веке
  - 4 — для женщин, родившихся в XX веке
  - 5 — для мужчин, родившихся в XXI веке
  - 6 — для женщин, родившихся в XXI веке
- 8-11-й разряды — заполняет орган юстиции. Включает в себя порядковый номер регистрации в системе.
- 12-й разряд — контрольная цифра, при расчете которой используется следующий алгоритм:

{\displaystyle n_{12}=(1n_{1}+2n_{2}+3n_{3}+4n_{4}+5n_{5}+6n_{6}+7n_{7}+8n_{8}+9n_{9}+10n_{10}+11n_{11})~{\bmod {\ }}11}
здесь n1-n12 — разряды ИИН
Функция mod 11 возвращает остаток при делении на число 11.
Если полученное число равно 10, то расчёт контрольного разряда производится с другой последовательностью весов:
{\displaystyle n_{12}=(3n_{1}+4n_{2}+5n_{3}+6n_{4}+7n_{5}+8n_{6}+9n_{7}+10n_{8}+11n_{9}+1n_{10}+2n_{11})~{\bmod {\ }}11}
Если полученное число равно 10, то данный ИИН не используется.

Если полученное число имеет значение от 0 до 9, то данное число берётся в качестве контрольного разряда.
Номер ИИН можно отличить от номера БИН по пятой цифре: у ИИН это 0, 1, 2 или 3; а у БИН это 4, 5 или 6.
Если при первом получении ИИН произошел сбой в системе или была неверно указана дата рождения, половой принадлежности или в веке были опечатки, цифры ИИН могут не совпадать с реальными данными. По этой причине расшифровка ИИН, хотя и несёт информационную составляющую, не может быть использована для его валидации. Алгоритм генерирования ИИН имеет чисто техническое значение и после генерации единственно важным является уникальность кода. Несоответствие ИИН дате рождения не является ошибкой и основанием государственным органам, другим учреждениям и организациям для отказа в оказании услуг.
 Отказ от предоставления услуг из-за несоответстия ИИН дате рождения или полу, также как отказ в исправлении программной ошибки при автоматической обработке ИИН, может повлечь юридические последствия для должностных лиц и компаний.
ИИН представляет собой уникальную комбинацию из 12 цифр. Формирование ИИН происходит в информационной системе автоматически при выдаче свидетельства о рождении, удостоверения личности или паспорта и основан на принципах уникальности и неизменности. Следует отметить, что у каждого гражданина ИИН не может совпадать с ИИН другого человека, при этом он присваивается один раз и не меняется до конца жизни в соответствии с Законом Республики Казахстан от 12 января 2007 года «О национальных реестрах идентификационных номеров» (далее – Закон), за исключением случаев усыновления/удочерения (ст. 9 Закона). Таким образом, если у гражданина на протяжении жизни будет меняться фамилия, имя, отчество, дата рождения, пол и другие данные, ИИН при этом не меняется, так как это основной идентификатор лица в информационных системах госорганов. При этом информируем, что отказы государственных органов, банков и других организаций в приеме у граждан платежей, предоставлении государственных услуг из-за того, что их ИИН якобы не соответствует дате рождения, веку рождения, полу лица и т. д. неправомерны, так как в пункте 3 Правил формирования идентификационного номера, утвержденных постановлением Правительства от 22 мая 2007 года № 406 отсутствуют сведения о содержании в ИИНе даты, века рождения, пола лица и т. д. (в 2013 году эти сведения из Правил исключены постановлением Правительства № 853 от 26.08.2013 года).Министр внутренних дел РК Тургумбаев, Ерлан Заманбекович

## Как менялись процедуры оформления ИИН в 2013—2023 гг.[8]

### 2013 — декабрь 2021
На протяжении 8 лет ИИН оформлялся органами налоговой службы, процедура называлась постановка нерезидента на налоговый учёт и выполнялась за 1-2 дня с подачи документов. Государственная услуга оказывалась только в бумажном виде. Самая первая форма свидетельства действовала до 2016 г. свидетельство о присвоении ИИН представляло собой документ формата А5 с цветным изображением, печатью налогового органа и подписью его руководителя.
Документ был красивым, но неудобным, поскольку от частого использования быстро ветшал и приходил в негодность.
С 2016 по 2021 г. свидетельство о присвоении ИИН представляло собой бланк формата А4, распечатанный на чёрно-белом принтере на 1 листе с двух сторон.
Этот документ тоже быстро ветшал, но его удобно было отсканировать и носить с собой в электронном виде или распечатывать по мере необходимости, поскольку оригинальный документ был уже чёрно-белым.

### Январь — май 2022 г.
До 26 мая 2022 г. ИИН иностранцам оформлялся госорганами Казахстана двумя способами:
1. Через портал электронного правительства egov.kz по скан-копии или фотографии паспорта;
2. С посещением госоргана иностранцем либо его доверенным лицом.

Однако, 26 мая 2022 г. госорганы Казахстана, сославшись на технические проблемы, прекратили оформлять индивидуальные идентификационные номера нерезидентам Казахстана через портал электронного правительства egov.kz по скану паспорта, что послужило поводом для появления в СМИ недостоверной информации о том, что ИИН в Казахстане иностранцам теперь больше не выдается.

### Почему перестали оформлять ИИН по скану паспорта и требуют доверенность?
Оба способа оформления ИИН в Казахстане работали до последнего времени, пока к оформлению ИИН нерезидентам не подключились разные «сомнительные посредники», которые вместо скана реального паспорта иностранца могли предоставить поддельные документы, что позволяло им оформлять ИИН на несуществующих людей и в будущем использовать эти ИИН для различного рода махинаций, могущих причинить ущерб как людям, так и государству.
Поэтому теперь электронный способ получения ИИН больше не доступен и для оформления ИИН нужно посетить госорган и «под камерами» подать бумажное заявление о его присвоении.

### Как нерезиденты получали ИИН летом 2022 г.
После 27 мая 2022 г. в оформлении и выдаче ИИН в РК задействованы два госоргана:
1. НАО «Госкорпорация „Правительство для граждан“» — оформляет заявку на присвоение ИИН нерезиденту.
Далее заявка передается через каналы электронного правительства во второй орган.
2. Миграционная служба МВД РК — присваивает ИИН и формирует свидетельство о присвоении ИИН.
Летом 2022 г. иностранцу нужно было посещать госорган Казахстана дважды. В первый раз для того, чтобы подать заявление о формировании ИИН, во второй раз для того, чтобы забрать готовый ИИН нерезидента.
Тогда «Госкорпорация „Правительство для граждан“» допускала частые ошибки при заполнении заявки о выдаче ИИН иностранцу, а миграционная служба МВД РК, видя эти ошибки, отказывала в предоставлении услуги, так как изначально заявка была некорректно заполнена Госкорпорацией.
В результате ошибок, возникавших в результате взаимодействия, ИИН мог оформляться дольше — неделю или две.

### Что изменилось в оформлении ИИН осенью 2022 г.
Осенью 2022 г. госорганы наладили взаимодействие между собой, и в сентябре 2022 г. выдавали ИИН уже за 1-2 рабочих дня.
В начале октября 2022 г. Казахстан столкнулся с большим количеством иностранцев, преимущественно граждан России, которые после объявления мобилизации в РФ массово приехали в Казахстан и начали оформлять ИИН.
В целях снижения количества посетителей в госорганах и экономии бумаги в Казахстане изменили процедуру выдачи ИИН нерезидентам, сократив количество посещений госоргана иностранцами до 1 раза, а срок присвоения — до 1-2 рабочих дней.

### Как оформляется ИИН в 2023 г.
В 2023 г. для оформления ИИН нерезиденту необходимо посетить ЦОН, подать заявление установленной формы и дождаться ответа госоргана. Он придет в виде СМС сразу по готовности ИИН. В СМС будет содержаться ссылка на электронный документ о присвоении ИИН в формате PDF.